# Gian Rupf
Gian Rupf (* 1967 in Zürich) ist ein Schweizer Schauspieler, Rezitator und Filmemacher.

## Leben
Rupf stammt aus Landquart im Kanton Graubünden. Er absolvierte von 1987 bis 1990 eine Schauspielausbildung an der Schauspielakademie Zürich. Rupf arbeitete seitdem schwerpunktmässig als Theaterschauspieler. 1998 wurde er mit dem Nachwuchs Förderpreis Graubünden ausgezeichnet. Er hatte Engagements an der Landesbühne Niedersachsen Nord in Wilhelmshaven, am Landestheater Tübingen, am Düsseldorfer Schauspielhaus, an den Städtischen Bühnen Bielefeld, in München und am Theater Chur.
Als Schauspieler interpretierte Rupf ein breites Repertoire, das insbesondere das Theater der Jahrhundertwende, sowie Stücke der Moderne und des zeitgenössischen Theaters umfasste. Zu seinen Bühnenrollen gehörten unter anderem: Simin in Sommergäste von Maxim Gorki, Pjatjorkin in Wassa Schelesnowa von Maxim Gorki, Jean in Fräulein Julie (Pasinger Fabrik in München), Joseph Garcin in Geschlossene Gesellschaft (Theater LaPoste in Visp), Soldat in Andorra (Städtische Bühnen Bielefeld), Erster Schauspieler in Rosenkrantz und Güldenstern sind tot von Tom Stoppard, John Proctor in Hexenjagd, Patrick O’Hara in Arsen und Spitzenhäubchen und Sad in Dreck von Robert Schneider. Auf der Freilichtbühne Dinkelsbühl verkörperte er ausserdem den Don Quixote in dem Musical Der Mann von La Mancha. Mittlerweile ist Rupf als freischaffender Schauspieler tätig.
Neben seiner Tätigkeit arbeitet Rupf intensiv als Rezitator bei Monologen sowie bei szenischen und dramatischen Lesungen. Er trat unter anderem mit dem Monolog Die Odyssee-die grosse Erzählung von Bruno Stori und mit Programmen mit Texten von Max Frisch, Ludwig Hohl (Bergfahrt), Silvio Huonder, Daniel Glattauer (Gut gegen Nordwind), Anton Tschechow (Der Bär, Der Heiratsantrag), Bertolt Brecht und Dario Fo auf. Bei dem musikalischen Programm “Du Satansbraut, Du Himmelslieb!” interpretierte er Auszüge aus den gegenseitigen Liebesbriefen des Komponisten Hugo Wolf und der Sängerin Frieda Zerny (1864–1917). Ausserdem nahm er Hörbücher mit Texten von T. C. Boyle (Fleischeslust, Großwildjagd) auf.
Rupf übernahm auch einige Filmrollen. Er hatte Episodenrollen und Gastrollen in den Serien Sinan Toprak ist der Unbestechliche, Der Alte, Balko, SOKO 5113 und Marienhof. In dem modernen Heimatfilm Im Tal des Schweigens war er 2004 an der Seite von Christine Neubauer und Sascha Hehn in der Rolle des Fahrenholz zu sehen. In der Schweizer Fernsehserie Tag und Nacht hatte er eine Serienhauptrolle als Filmregisseur David Amsler. 2010 spielte er in der ARD-Fernsehserie In aller Freundschaft in der Folge Einer trage des anderen Last eine Episodenhauptrolle als Entwicklungshelfer und Ingenieur Tobias Wagner, der sich in die Ärztin Kathrin Globisch verliebt. 2011 war er in den Folgen Rückkehr (März 2011) und Getrennte Wege (Juli 2011) erneut in dieser Rolle zu sehen.
Im Dezember 2016 war Rupf in der ZDF-Serie Die Chefin in einer Episodenrolle als Zielfahnder Max Kerber zu sehen.
Rupf ist auch selbst als Regisseur und Filmemacher tätig. Er realisierte Kurzfilme und einen Dokumentarfilm.
Rupf lebt, nach über fünfzehn Jahren in Deutschland, seit 2005 in Zürich.

## Filmografie
- 1992: Alpen-Internat[6] (Fernsehserie, Originaltitel: Lycée alpin)
- 1998: Turisti (Kurzfilm)
- 2001: Sinan Toprak ist der Unbestechliche (Fernsehserie)
- 2001: Balko (Fernsehserie, Folge: Der Tod ist ein Gourmet)
- 2001: Der Alte (Fernsehserie, Folge: Der Zeuge)
- 2003: Marienhof (Fernsehserie, 3 Folgen)
- 2004: Im Tal des Schweigens (Fernsehfilm)
- 2005: Willkommen daheim
- 2007: Marmorera
- 2007: Canzun alpina (Fernsehfilm)
- 2008: SOKO München (Fernsehserie, Folge: Identität)
- 2008: Tag und Nacht (Fernsehserie, als Filmregisseur David Amsler)
- 2009: Bergig (Kinofilm)
- 2010–2011: In aller Freundschaft (Fernsehserie, 5 Folgen)
- 2012: Wie zwischen Himmel und Erde
- 2015: Das Deckelbad – Die Geschichte der Katharina Walser
- 2015: Heimatland (Kinofilm)
- 2016: Die Chefin (Fernsehserie, Folge: Hexenjagd)
- 2017: Vakuum (Kurzfilm)
- 2018: Seitentriebe (Fernsehserie, 1 Folge)
- 2019: Dynastie Knie
- 2019: Los Lah (Kurzfilm)
- 2019: Zwingli (Kinofilm)
- 2020: Moskau Einfach!
- 2023: Velo Gang (Kinofilm)